# Полетика, Елизавета Александровна
Елизаве́та Алекса́ндровна Поле́тика (1832—1854) — единственная дочь Идалии Григорьевны Полетики и Александра Михайловича Полетики. Вошла в историю как «спасительница»  Н. Н. Пушкиной от Дантеса.

## Биография
В январе 1837 года Идалия Полетика отправила Н. Н. Пушкиной приглашение посетить её. Наталья Николаевна не смогла отказать своей троюродной сестре и приехала.
Вместо хозяйки дома её встретил Ж. Дантес. Он вынул пистолет и грозил тут же застрелиться, если Наталья Николаевна не отдастся ему. По её словам, она не знала, куда деваться от его настояний, ломала руки и стала говорить как можно громче. От неизбежного скандала спасла несчастную женщину маленькая дочь Идалии — Елизавета, вбежавшая в гостиную в поисках какой-то своей игрушки, и Пушкина бросилась к ней. Воротясь домой, она всё рассказала мужу. Это происшествие послужило последним толчком к вызову Пушкиным Дантеса-Геккерена.
В 1850 году 18-летняя Елизавета Александровна Полетика стала женой Николая Александровича Мордвинова (1827—1884), сына управляющего делами III Отделения, члена кружка петрашевцев, тайного корреспондента А. И. Герцена. Позже Н. А. Мордвинов был чиновником особых поручений VIII класса хозяйственного департамента Министерства внутренних дел.
Счастливое замужество Елизаветы Александровны продолжалось недолго. Она умерла в самом расцвете красоты и молодости вскоре после родов из-за сумасбродного, мстительного самолюбия своей матери, вторгавшейся в её жизнь и устраивающей дочери страшные сцены, невзирая на её состояние.

## Потомство

### Дети
1. Надежда Николаевна Мордвинова
2. Мария Николаевна Мордвинова (1854 — ок. 1923), с 1876 года — жена Алексея Александровича Бакунина (1823—1882), родного брата М. А. Бакунина.

### Внуки
1. Екатерина Алексеевна Бакунина (1877—1921), окончила гимназию в Москве, была знакома с С. В. Рахманиновым, увлекалась идеями Льва Толстого. Муж (с 1905 года) — Пётр Николаевич Цирг (1872—1925), врач, активно занимался делами земства, возглавлял Новоторжскую уездную земскую управу. Владелец имения Коростково Новоторжского уезда. Четверо детей. Внук Е. А. Бакуниной и П. Н. Цирга — Георгий Никитич Цирг — член Попечительского совета Благотворительного фонда «Имени сестры милосердия Екатерины Бакуниной». Усилиями Бакунинского фонда и Тверского Государственного объединенного музея в Прямухино, родовом имении Бакуниных, был открыт музей.
2. Михаил Алексеевич Бакунин (1880—1962), последний владелец имения Прямухино, поручик, после 1920 года эмигрировал в Бельгию, где и умер. Жена — с 1909 года — Софья Марковна Любощинская (1889—1979), племянница жены В. И. Вернадского.